# SOCOM: U.S. Navy SEALs - Tactical Strike
SOCOM: U.S. Navy SEALs - Tactical Strike est un jeu vidéo de tir tactique développé par Slant Six Games et édité par Sony Computer Entertainment, sorti en 2007 sur PlayStation Portable.

## Accueil
- Jeuxvideo.com : 14/20[1]